# 南美露斯塔脂鯉
南美露斯塔脂鯉，為輻鰭魚綱脂鯉目脂鯉亞目狼牙脂鯉科的其中一個種，分布於南美洲巴西Tocantins河流域，體長可達14.2公分，棲息在河川中底層水域，生活習性不明。